# I liga (Schach) 1998
Die I liga (Schach) 1998 war die 27. Austragung der I liga und die 54. Polnische Mannschaftsmeisterschaft im Schach. Polnischer Mannschaftsmeister wurde der Titelverteidiger ZKS Stilon Gorzów Wielkopolski mit einem halben Punkt Vorsprung auf KS Polonia PKO BP Warszawa. Aus der II liga waren im Vorjahr LKSz Drakon-BDK Daewoo Lublin, KSz Rzemiosło-Henkel Racibórz, KS Entropia NZS PW Warszawa und ZKS Zelmer Rzeszów aufgestiegen. Lublin, Racibórz und Entropia Warszawa erreichten den Klassenerhalt, während Rzeszów direkt wieder abstieg.
Da mit BBTS Bielsko-Biała, Gedania Gdańsk, PTSz Płock, Czarny Koń Bukowno und dem Aufsteiger Sowa Sopot fünf startberechtigte Mannschaften auf ihre Teilnahme verzichteten und nur zwei Plätze durch Nachrücker besetzt werden konnten, wurde der Wettbewerb mit neun Mannschaften ausgetragen. Um wieder die Sollstärke von 12 Mannschaften zu erreichen, stieg nur der Tabellenletzte ab.
Zu den Mannschaftskadern siehe Mannschaftskader der I liga (Schach) 1998.

## Modus
Die neun Mannschaften spielten ein einfaches Rundenturnier an sechs Brettern, dabei musste am sechsten Brett eine Frau aufgestellt werden. Der Letzte stieg in die II liga ab und wurde durch die Erst- und Zweitplatzierten der beiden Staffeln der II liga ersetzt. Über die Platzierung entschied zunächst die Anzahl der Brettpunkte (ein Punkt für einen Sieg, ein halber Punkt für ein Remis, kein Punkt für eine Niederlage), danach die Anzahl der Mannschaftspunkte (zwei Punkte für einen Sieg, ein Punkt für ein Unentschieden, kein Punkt für eine Niederlage).

## Termin und Spielort
Das Turnier wurde vom 4. bis 12. November in Lubniewice gespielt.

## Abschlusstabelle
| Pl. | Verein                             | Sp | G | U | V | Brett-P.  | MP   |
| --- | ---------------------------------- | -- | - | - | - | --------- | ---- |
| 01. | ZKS Stilon Gorzów Wielkopolski (M) | 8  | 6 | 1 | 1 | 35,5:12,5 | 13:3 |
| 02. | KS Polonia PKO BP Warszawa         | 8  | 6 | 2 | 0 | 35,0:13,0 | 14:2 |
| 03. | KS Pocztowiec TP S.A. Poznań       | 8  | 6 | 0 | 2 | 27,0:21,0 | 12:4 |
| 04. | LKSz Drakon-BDK Daewoo Lublin (N)  | 8  | 3 | 2 | 3 | 25,0:23,0 | 8:8  |
| 05. | MOK Chrobry Głogów                 | 8  | 4 | 1 | 3 | 23,5:24,5 | 9:7  |
| 06. | MKS Rymer Niedobczyce              | 8  | 3 | 2 | 3 | 23,0:25,0 | 8:8  |
| 07. | KSz Rzemiosło-Henkel Racibórz (N)  | 8  | 1 | 1 | 6 | 19,5:28,5 | 3:13 |
| 08. | KS Entropia NZS PW Warszawa (N)    | 8  | 2 | 0 | 6 | 15,0:33,0 | 4:12 |
| 09. | ZKS Zelmer Rzeszów (N)             | 8  | 0 | 1 | 7 | 12,5:35,5 | 1:15 |

### Entscheidungen
|     | Polnischer Mannschaftsmeister: KSz Stilon Gorzów Wielkopolski |
|     | Absteiger in die II liga: ZKS Zelmer Rzeszów                  |
| (M) | Meister der letzten Saison                                    |
| (N) | Aufsteiger der letzten Saison                                 |

### Kreuztabelle
| Ergebnisse | Ergebnisse                     | 01. | 02. | 03. | 04. | 05. | 06. | 07. | 08. | 09. |
| ---------- | ------------------------------ | --- | --- | --- | --- | --- | --- | --- | --- | --- |
| 01.        | KSz Stilon Gorzów Wielkopolski |     | 3   | 2½  | 4½  | 5   | 5½  | 4½  | 4½  | 6   |
| 02.        | KS Polonia PKO BP Warszawa     | 3   |     | 4½  | 4   | 4½  | 3   | 4   | 6   | 6   |
| 03.        | KS Pocztowiec TP S.A. Poznań   | 3½  | 1½  |     | 2   | 4   | 4   | 4   | 4½  | 3½  |
| 04.        | LKSz Drakon-BDK Daewoo Lublin  | 1½  | 2   | 4   |     | 3   | 2½  | 3   | 4½  | 4½  |
| 05.        | MOK Chrobry Głogów             | 1   | 1½  | 2   | 3   |     | 3½  | 3½  | 5½  | 3½  |
| 06.        | MKS Rymer Niedobczyce          | ½   | 3   | 2   | 3½  | 2½  |     | 4½  | 4   | 3   |
| 07.        | KSz Rzemiosło-Henkel Racibórz  | 1½  | 2   | 2   | 3   | 2½  | 1½  |     | 2½  | 4½  |
| 08.        | KS Entropia NZS PW Warszawa    | 1½  | 0   | 1½  | 1½  | ½   | 2   | 3½  |     | 4½  |
| 09.        | ZKS Zelmer Rzeszów             | 0   | 0   | 2½  | 1½  | 2½  | 3   | 1½  | 1½  |     |

## Die Meistermannschaft
| 1.            | KSz Stilon Gorzów Wielkopolski |
| Schachfiguren | Michał Krasenkow, Igor Khenkin, Tomasz Markowski, Paweł Jaracz, Jan Przewoźnik, Aleksander Czerwoński, Jan Pisuliński, Iweta Radziewicz. |